# Bauhinia excelsa
Bauhinia excelsa là một loài thực vật có hoa trong họ Đậu. Loài này được (Miq.) Prain miêu tả khoa học đầu tiên.